# Căzănești (okręg Aluta)
Căzănești – wieś w Rumunii, w okręgu Aluta, w gminie Verguleasa. W 2011 roku liczyła 350 mieszkańców. 